# کانپیو (دوره)
کانپیو (به ژاپنی: 寛平 Kanpyō) نام یک عصر تاریخی ژاپنی (نِنگُو) بود. این عصر بعد از نیننا و قبل از شوتای قرار داشت و از آوریل ۸۸۹ تا آوریل ۸۹۸ میلادی به طول انجامید. در طی این عصر امپراتور اودا و امپراتور دایگو حکمران ژاپن بودند.